# 431
431 је била проста година.

## Догађаји
- Аецијев поход на Алпе: Флавије Аеције, римски генерал (магистер милитум), бори се против побуњеног становништва у Ретији (Швајцарска) и Норику (Аустрија). Он осваја град Винделицију (савремени Аугсбург), поново успостављајући римску власт на граници Дунава.
- Аеције протерује Салијске Франке назад преко реке Соме. Краљ Хлодио потписује мировни уговор и постаје савезник Западног римског царства.
- Хипон постаје престоница Вандалског краљевства. Цар Теодосије II шаље царску флоту са војском под командом Аспара и искрцава се у Картагини.
- Вандали су разбили римску војску Аспара, а Флавије Маркијан, будући византијски цар, бива заробљен током борби. Он преговара о миру са краљем Генсериком и одржава царску власт у Картагини.
- 10. март – Кʼукʼ Бахлам И, први познати владар града-државе Маја Паленке, садашње државе Чијапас у јужном Мексику, долази на власт и влада до своје смрти четири године касније 435. године.
- Могући датум ерупције вулканског језера Илопанго (језеро) у централном Салвадору.
- Грчки филозоф неоплатониста Прокло почиње да студира на Академији у Атини.
- 1. октобар – Максимијан устоличен за цариградског патријарха.
- Папа Целестин I шаље Паладија да служи као епископ Ирске.

- Википедија:Непознат датум — јун-јул - Трећи васељенски сабор одржан у Ефесу, несторијанство је осуђено као јерес, Никејски симбол вере је проглашен потпуним. Несторије је свргнут са епиксопског трона.

## Смрти
- Павлин Нолски